# Eeli Tolvanen
Eeli Tolvanen, född 22 april 1999 i Vichtis, är en finländsk professionell ishockeyforward som spelar för Seattle Kraken i National Hockey League (NHL).
Han har tidigare spelat för Jokerit i KHL; Milwaukee Admirals i AHL samt Sioux City Musketeers i USHL.
Tolvanen draftades av Nashville Predators i första rundan i 2017 års draft som 30:e spelare totalt. År 2022 flyttade han till Seattle Kraken.
Tolvanen vann U20-VM 2019 med Finland. Han spelade även i OS 2018 och poängsaldot blev 3+6=9.

## Statistik
| 2015–2016   | Sioux City Musketeers | USHL        | 49  | 17 | 21 | £8 | 12 | —  | — | — | —  | — |
| 2016–2017   | Sioux City Musketeers | USHL        | 52  | 30 | 24 | 54 | 26 | 13 | 5 | 5 | 10 | 6 |
| 2017–2018   | Jokerit               | KHL         | 49  | 19 | 17 | 36 | 28 | 11 | 6 | 1 | 7  | 8 |
|             | Nashville Predators   | NHL         | 3   | 0  | 0  | 0  | 0  | —  | — | — | —  | — |
| 2018–2019   | Nashville Predators   | NHL         | 4   | 1  | 1  | 2  | 0  | —  | — | — | —  | — |
|             | Milwaukee Admirals    | AHL         | 58  | 15 | 20 | 35 | 24 | 5  | 0 | 0 | 0  | 2 |
| 2019–2020   | Milwaukee Admirals    | AHL         | 63  | 21 | 15 | 36 | 18 | —  | — | — | —  | — |
| 2020–2021   | Jokerit               | KHL         | 25  | 5  | 8  | 13 | 10 | —  | — | — | —  | — |
|             | Nashville Predators   | NHL         | 40  | 11 | 11 | 22 | 4  | 4  | 0 | 0 | 0  | 0 |
| 2021–2022   | Nashville Predators   | NHL         | 75  | 11 | 12 | 23 | 16 | 3  | 1 | 0 | 1  | 2 |
| 2022–2023   | Nashville Predators   | NHL         | 10  | 2  | 2  | 4  | 2  | —  | — | — | —  | — |
| NHL totalt  | NHL totalt            | NHL totalt  | 132 | 25 | 26 | 51 | 22 | 7  | 1 | 0 | 1  | 2 |
| KHL totalt  | KHL totalt            | KHL totalt  | 74  | 24 | 25 | 49 | 38 | 11 | 6 | 1 | 7  | 8 |
| AHL totalt  | AHL totalt            | AHL totalt  | 121 | 36 | 35 | 71 | 42 | 5  | 0 | 0 | 0  | 2 |
| USHL totalt | USHL totalt           | USHL totalt | 101 | 47 | 45 | 92 | 38 | 13 | 5 | 5 | 10 | 6 |

### Internationellt
| Källa: Uppdaterad: 2022-11-13 | Källa: Uppdaterad: 2022-11-13 | Källa: Uppdaterad: 2022-11-13 |         | Utv = Utvisningsminuter | Utv = Utvisningsminuter | Utv = Utvisningsminuter | Utv = Utvisningsminuter | Utv = Utvisningsminuter |
| År                            | Lag                           | Mästerskap                    | Matcher | Mål                     | Assists                 | Poäng                   | Utv                     |                         |
| ----------------------------- | ----------------------------- | ----------------------------- | ------- | ----------------------- | ----------------------- | ----------------------- | ----------------------- | ----------------------- |
| 2015                          | Finland                       | Ivan Hlinka                   | 5       | 1                       | 1                       | 2                       | 0                       |                         |
| 2016                          | Finland                       | U18-VM                        | 7       | 7                       | 2                       | 9                       | 0                       |                         |
| 2017                          | Finland                       | JVM                           | 6       | 2                       | 4                       | 6                       | 2                       |                         |
| 2018                          | Finland                       | JVM                           | 5       | 1                       | 5                       | 6                       | 4                       |                         |
| 2018                          | Finland                       | OS                            | 5       | 3                       | 6                       | 9                       | 4                       |                         |
| 2018                          | Finland                       | VM                            | 4       | 2                       | 2                       | 4                       | 2                       |                         |
| 2019                          | Finland                       | JVM                           | 7       | 0                       | 4                       | 4                       | 2                       |                         |
| Junior totalt                 | Junior totalt                 | Junior totalt                 | 30      | 11                      | 16                      | 27                      | 8                       |                         |
| Senior totalt                 | Senior totalt                 | Senior totalt                 | 9       | 5                       | 8                       | 13                      | 6                       |                         |